# Potok (okres Ružomberok)
Potok je obec na Slovensku v okrese Ružomberok. V roce 2017 zde žilo 100 obyvatel. První písemná zmínka o obci pochází z roku 1273.